# Kanton Arles
Arles is een kanton van het Franse departement Bouches-du-Rhône. Het kanton maakt deel uit van het arrondissement Arles. In 2018 telde het 61.611 inwoners. Het kanton werd gevormd ingevolge het decreet van 27 februari 2014 met uitwerking op 22 maart 2015, met Arles als hoofdplaats.

## Gemeenten
Het kanton omvat volgende gemeenten:
- Arles
- Port-Saint-Louis-du-Rhône
- Saintes-Maries-de-la-Mer